# Messor syriacus
Messor syriacus är en myrart som beskrevs av Tohme 1969. Messor syriacus ingår i släktet Messor och familjen myror. Inga underarter finns listade i Catalogue of Life.